# 北海道道7号北見常呂線

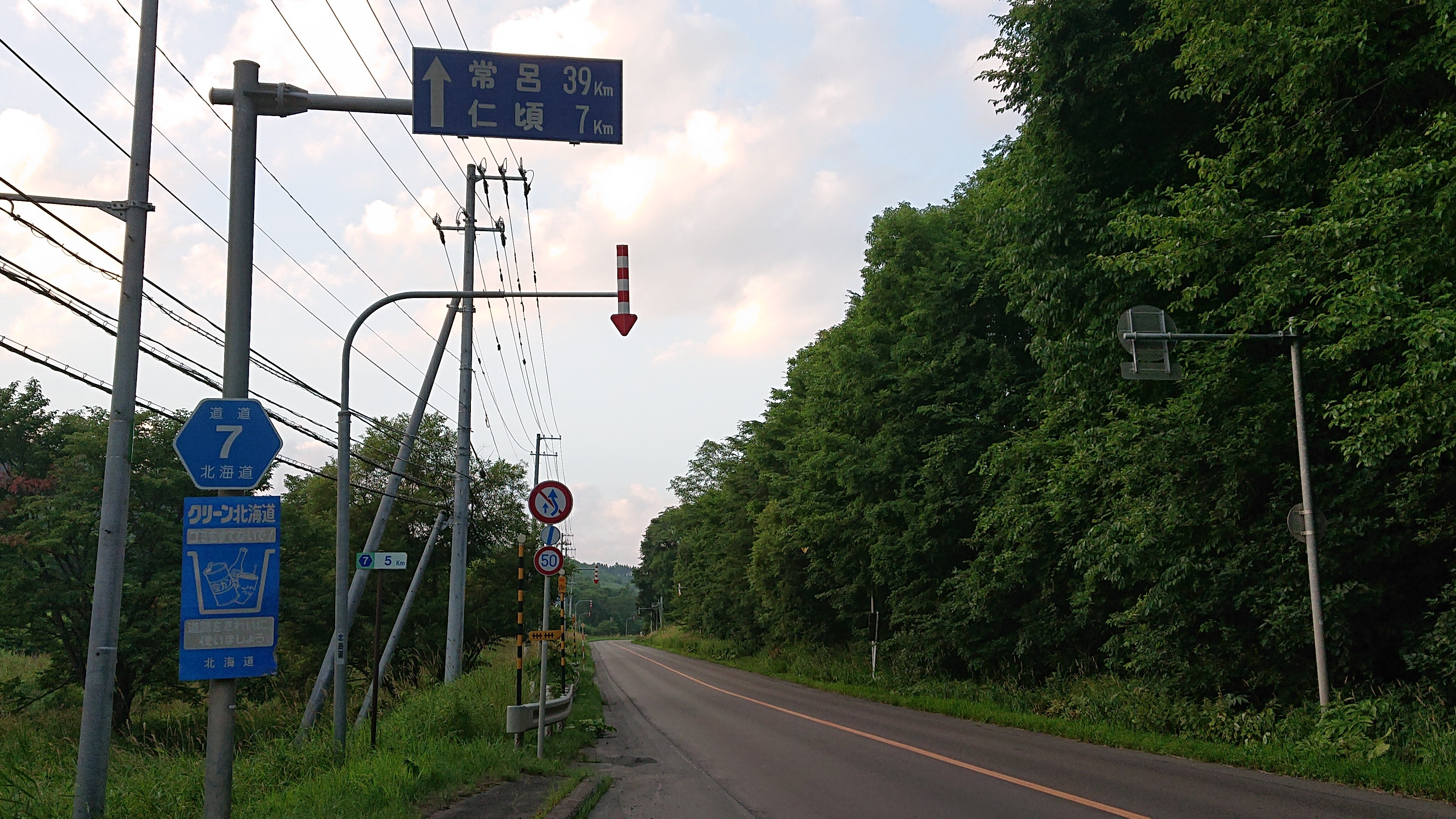
北海道道7号北見常呂線（北見市昭和）

北海道道7号北見常呂線（ほっかいどうどう7ごう きたみところせん）は、北海道北見市内を通る道道（主要地方道）である。

## 概要
北見市北見自治区から、端野自治区を経由して常呂自治区に至る。

### 路線データ
- 起点：北海道北見市本町5丁目（国道39号・北海道道27号北見津別線交点）
- 終点：北海道北見市常呂町字常呂（北海道道1033号土佐東浜線交点）
- 総延長：43.536 km[1]
- 実延長：43.456 km[1]
- 重用延長：0.080 km[1]

## 歴史
- 1954年（昭和29年）3月30日 - 13号として路線認定[2]。
- 1993年（平成5年）5月11日 - 建設省から、道道北見常呂線が北見常呂線として主要地方道に指定される[3]。
- 1994年（平成6年）10月1日 - 路線番号を7号に変更[4]。

## 路線状況

### 重複区間
- 北海道道655号仁倉端野線：北見市端野町豊実 - 北見市端野町北登

### 道路施設
主な橋梁
- 常仁橋（仁頃川 = 常呂川支流）= 北見市端野町豊実
- 奔隈川橋（ポン隈川 = 常呂川支流）= 北見市常呂町字日吉

### 主な峠
- 三号峠 = 北見市端野町北登 - 北見市常呂町字登

## 地理

### 通過する自治体
- オホーツク総合振興局
  - 北見市

### 交差する道路
北見市
- 国道39号 - 本町5丁目（起点）
- 北海道道27号北見津別線 - 本町5丁目（起点）
- 北海道道943号北見環状線 - 美山町
- 北海道道245号下仁頃相内停車場線 - 大和
- 国道333号 - 仁頃町
- 北海道道655号仁倉端野線 - 端野町豊実、端野町北登（重複）
- 北海道道308号日吉端野線 - 常呂町字日吉
- 国道238号 - 常呂町字常呂
- 北海道道1033号土佐東浜線 - 常呂町字常呂（終点）

### 沿線にある施設など
北見市
- 北見とん田郵便局 - 本町5丁目
- 北見市廃棄物処理場 - 昭和187-2
- 仁頃郵便局 - 仁頃町
- 北見市仁頃出張所 - 北見市仁頃町
- 北見市仁頃はっか公園・北見田園空間情報センター - 仁頃町
- 北見市日吉出張所 - 常呂町字日吉
- 日吉簡易郵便局 - 常呂町字日吉
- 豊川郵便局 - 常呂町字豊川
- 共立会館 - 常呂町字共立
- JAところ土佐玉葱選別所 - 常呂町字土佐
- 常呂郵便局 - 常呂町字常呂
- 北見市常呂総合支所 - 常呂町字常呂
- 常呂町交通ターミナル（旧常呂駅）- 常呂町字常呂